# Гутман Григорій Петрович
Гу́тман Григо́рій Петро́вич (*1 серпня 1916 р., Київ, Російська імперія — †19 січня 1975 р., Київ, УРСР) — український радянський скульптор, живописець, графік. Член Спілки художників України (1945).

## Біографія
Народився в Києві 1 серпня 1916 р.
У 1945 р. закінчив Київський художній інститут. Навчався в класі М. І. Гельмана. З 1945 по 1950 рр. працював викладачем Київського художнього інституту. Широко відомий переважно в галузях монументальної та станкової скульптури.
З 1945 р. брав участь у республіканських, з 1951 р. — всесоюзних, а з 1955 — міжнародних мистецьких виставках. У 1968 р. в Києві була організована персональна виставка Г. П. Гутмана та випущено альбом-каталог його робіт. Згодом у 1978 р. буде випущено ще один, уже посмертний альбом, куди ввійдуть, у тому числі, й останні роботи скульптора.
Твори Г. П. Гутмана мають виражений монументальний характер. Скульптор прагнув до втілення могутності та реалізму у своїх роботах.
Помер Г. П. Гутман у Києві 19 січня 1975 р. Похований на Байковому кладовищі.
Творчий доробок мають у своїх колекціях Національний музей Тараса Шевченка, Національний художній музей України, а також Дніпропетровський, Закарпатський, Луганський, Полтавський, Харківський художні музеї, Житомирський краєзнавчий музей та Кам'янець-Подільський державний історичний музей-заповідник. Крім того, також встановлено ряд пам'ятників роботи Г. П. Гутмана.

## Роботи

### Монументальні скульптури
- Пам'ятник Щорсу М. О. в Сновську (вст. 1954)
- Пам'ятник Диптан О. К. у с. Кодаки (вст. 1961)
- Пам'ятник Батюку Я. П. в Ніжині (вст. 1967)
- Пам'ятник Петровському Г. І. у Чернігові (вст. 1967, зн. 25 березня 2015[1])

Погруддя Я. П. Батюка в Ніжині.

Погруддя М. І. Подвойського на Алеї Героїв у Чернігові (демонтоване в 2015)

Погруддя О. К. Диптан в с. Кодаки

- Меморіал Жертвам фашизму у Чернігові (архітектори А. Карнабіда, Ю. Дмитрук, Н. Копєйкіна, зв. 1975)
- Пам'ятник Подвойському М. І. у Чернігові (арх. Ігнащенко А. Ф., вст. 1977, зн. 9 лютого 2015[2])
- Пам'ятник Подвойському М. І. у с. Кунашівка (арх. Семеняк Б. П., Устинов В. М., вст. 1977)

### Станкові скульптури
- Микола Островський (1947)
- Бузок (1950)
- Данко (1951)
- Микола Чернишевський в молоді роки (1951)
- Костянтин Ціолковський (1952)
- Ісаак Левітан (1954, 1960)
- Карл Маркс (1957)
- Море (1958)
- Юнак (1958)
- Професор Буйко (1960)
- Жінка, яка стоїть (1960)
- Ольга Диптан (1961)
- Приборкувачі морських глибин (1961)
- Аквалангіст (1961)
- Тарас Шевченко-художник (1964)
- Відпочинок (1964)
- Задумливість (1965)
- Каштан (1965)
- На каменях (1965)
- Верблюди (Вечір) (1966)
- Музика (1966)
- Герой Радянського Союзу Яків Батюк (1966)
- Медсестра (1967)
- Студентка (1967)
- Світлана (Онучка) (1974)

### Живопис
- Автопортрет (1960)
- Осінь (1966)
- Східний мотив (1966)
- Осінь у Седневі (1973)

Рисунки на гіпсоліті
- Материнство (1966)
- До сонця (1966)
- Вода (1966)
- Композиція (1966)
- Мати з дитиною (1966)
- Опівдні (1966)
- Східний мотив (1966)
- Весна (1966)
- Друзі (1966)
- Три дівчини (1966)
- Земля (1970)
- Зустріч (1971)